# The Last Tycoon (film, 2012)
Pour plus de détails, voir Fiche technique et Distribution.
The Last Tycoon (大上海, Da Shang Hai, litt. « Shanghai la grande ») est un film dramatique historique sino-hongkongais co-écrit et réalisé par Wong Jing, sorti en 2012 en Chine et en 2013 à Hong Kong.
Le scénario s'inspire de la vie de Du Yuesheng, un important parrain du crime du Shanghai des années 1920 et 1930,.

## Synopsis
L'histoire commence dans les années 1910 au début de la République de Chine. Cheng Daqi (Huang Xiaoming), un jeune vendeur de fruits de Chuansha, est arrêté et emprisonné sur des accusations de meurtre. Il est sauvé par Mao Zai (Francis Ng), un officier militaire travaillant pour la police secrète. Il se rend alors à Shanghai à la recherche d'une nouvelle vie avec son fidèle ami Fatso. Sur place, il rencontre Hong Shuting (Sammo Hung), un chef de mafia, et devient l'un de ses protégés. Il tombe également amoureux de Bao (Monica Mok (en)), une chanteuse qu'il épouse par la suite. Son véritable amour, cependant, est en réalité Ye Zhiqiu (Yuan Quan), une chanteuse d'opéra originaire de sa ville natale et qui l'attire depuis ses débuts. Par la suite, Hong offense par erreur le fils d'un général et est capturé par les militaires. Cheng négocie avec le général et réussit à le persuader de libérer Hong et même à investir dans leur banque. Se sentant redevable, Hong se proclame frère de sang avec Cheng, lui offrant ainsi une position de grande puissance.
Vingt ans plus tard, Cheng (Chow Yun-fat) est devenu l'un des magnats les plus influents de Shanghai. Dans son entourage se trouvent Fatso et son rival Linguai, devenu son garde du corps. Il entretient des liens étroits avec Hong et sa femme, Ling Husheng. En même temps, il entretient également une relation instable avec Mao Zai, devenu général dans l'armée nationale révolutionnaire. Il rencontre son ancien désir, Ye Zhiqiu, lors de sa visite à Shanghai, mais elle est déjà mariée à Cheng Zhaimei, un rebelle anti-gouvernemental. Ils sont pris dans les événements de la seconde guerre sino-japonaise qui éclate en 1937. Après avoir survécu à un important raid aérien et à une tentative d'enlèvement des Japonais, Cheng demande à Mao de prendre des dispositions pour que lui, Ye et son mari puissent fuir à Hong Kong pour échapper à la bataille de Shanghai, mais est obligé de laisser Bao en otage. Après la chute de Shanghai, Mao fait défection vers les Japonais et est nommé gouverneur de la province. Le général japonais Nishino (Yasuaki Kurata) a l'intention de faire de Cheng le maire fantoche de Shanghai. Mao lui suggère donc de maintenir en vie les êtres chers de Cheng et de s'en servir pour l'attirer à Shanghai. À Hong Kong, Cheng et Ye entendent parler de la torture et de l'humiliation infligés par les Japonais, et Mao repère Hong, Ling et les autres.
Cheng et Ye retournent à Shanghai et coopèrent à contrecœur avec les Japonais, ce qui leur vaut la haine de la population chinoise. Ils prévoient en fait de sauver leurs proches et d'assassiner Nishino. Un soir, tandis que le général japonais et Mao Zai assistent à un spectacle d'opéra de Ye et de sa troupe, Cheng, rejoint par Lin Huai, Fatso et ses complices, effectue une descente dans une prison, ainsi que dans la caserne et l'aérodrome voisins où Hong, Ling et d'autres personnes sont détenus. Les prisonniers sont libérés mais il est trop tard pour sauver Ling et Hong. Lin Huai se sacrifie pour retarder les poursuivants, et Cheng, Ye et leurs camarades attaquent ensuite l'opéra, tuant Nishino et plusieurs officiers et collaborateurs japonais. Mao s'enfuit dans les coulisses, où il capture Ye et menace de la tuer si Cheng ne se rend pas. À ce moment, Bao se présente et sauve Ye de Mao, mais se fait tuer. Cheng, furieux et triste, tue alors Mao en le criblant de balles. Il sort du bâtiment, Bao dans ses bras, et se fait encercler par des soldats japonais. Se réfugiant avec Bao et Fatso dans une voiture, ils sont tous tués lorsque les Japonais ouvrent le feu.

## Fiche technique
- Titre original : 大上海
- Titre international : The Last Tycoon
- Réalisation : Wong Jing
- Scénario : Wong Jing, Phillip Lui et Manfred Wong
- Photographie : Andrew Lau et Jason Kwan
- Montage : Azrael Chung
- Musique : Chan Kwong-wing
- Production : Andrew Lau et Connie Wong
- Société de production : Mega Vision Pictures, Beijing Enlight Pictures (en) et Polybona Films
- Société de distribution : Distribution Workshop
- Pays d'origine :  Hong Kong et  Chine
- Langue originale : mandarin
- Format : couleur
- Genre : Drame, historique et film de gangsters
- Durée : 107 minutes
- Dates de sortie :
  -  Chine : 21 décembre 2012
  -  Hong Kong,  Nouvelle-Zélande et  Singapour : 3 janvier 2013
  -  Taïwan : 25 janvier 2013
  -  Japon : 28 septembre 2013

## Distribution
- Chow Yun-fat (VF : Michaël Cermeno) : Cheng Daqi
- Huang Xiaoming (VF : Olivier Valiente) : Cheng Daqi (jeune)
- Sammo Hung (VF : Éric Bonicatto) : Hong Shuting
- Francis Ng (VF : Jean-Didier Aïssy) : Mao Zai
- Yuan Quan (VF : Sophie O) : Ye Zhiqiu
- Monica Mok (en) (VF : Magali Mestre) : Bao
- Yasuaki Kurata : le général Nishino

## Récompenses
- 32e cérémonie des Hong Kong Film Awards : Meilleurs décors et Meilleure musique de film